# Paul Besson (basket-ball)
Pour les articles homonymes, voir Paul Besson et Besson.
Paul Besson, né le 22 juin 1945 à Vichy, est un joueur et entraîneur français de basket-ball.
Il évolue depuis l'âge de 9 ans à la JA Vichy ; il en devient capitaine à la fin des années 1960. Il remporte deux Coupes de France en 1969 et 1970 et atteint la finale de la Coupe d'Europe des vainqueurs de coupes en 1970.
Il est ensuite entraîneur de la JA Vichy de 1972 à 1983 puis du club féminin du Stade clermontois de 1983 à 1985 avant de rejoindre le Stade clermontois où il reste jusqu'en 1990, remportant le titre d'entraîneur de l'année en 1986 et la Coupe Danielle Peter en 1989. Entraîneur de l'Association sportive montferrandaise, il entraîne de nouveau la JA Vichy de 1997 à 1998.
Il est sélectionneur de l'équipe de France féminine de basket-ball de 1989 à 1997 ; sa meilleure performance est une deuxième place au Championnat d'Europe de basket-ball féminin 1993.
Il est le père des joueurs et entraîneurs Jean-Philippe et Jean-Paul Besson, ainsi que le grand-père du joueur Hugo Besson.